# 1410 Margret
Az 1410 Margret (ideiglenes jelöléssel 1937 AL) a Naprendszer kisbolygóövében található aszteroida. Karl Wilhelm Reinmuth fedezte fel 1937. január 8-án, Heidelbergben.